# NGC 3168
NGC 3168 (również PGC 30001 lub UGC 5536) – galaktyka eliptyczna (E), znajdująca się w gwiazdozbiorze Wielkiej Niedźwiedzicy. Odkrył ją John Herschel 25 marca 1832 roku.